# 波希米亞互動工作室
波希米亞互動工作室（Bohemia Interactive Studio）是一總部位於捷克布拉格的獨立電子遊戲開發者，於1999年由和兩兄弟共同建立。而現時公司的CEO則是。
2005年，波希米亞互動聯同另外兩家捷克遊戲開發商Altar Games和Black Element Software共同成立了IDEA Games。該組織可為加入了的會員提供市場支援與法律支援等等，同時也會同作開發遊戲作品。

## 收購之遊戲工作室
2010年9月30日，波希米亞互動完成對Altar Games、Black Element Software及Centauri Production的收購程序，收購後波希米亞互動將全權擁有三家電子遊戲開發工作室。三家被收購的公司均位於捷克，其中前兩家同樣是電子遊戲開發者組織IDEA Game的的會員。波希米亞互動在它的官方網頁中表示，即使全權擁有三家工作室，但他們仍會以獨立工作室的身份運作；另外各個工作室亦會互相合作製作遊戲。

## 開發遊戲作品

### 已推出遊戲
- 閃擊點行動系列
  - 2001年：闪点行动：雷霆救兵，Xbox版名《閃擊點行動：精英》
  - 2001年：閃擊點行動：黃金版（Operation Flashpoint: Gold Edition）
  - 2002年：閃擊點行動：絕地任務（英语：Operation Flashpoint: Resistance）
  - 2002年：閃擊點行動：年度遊戲版（Operation Flashpoint: GOTY Edition）（Microsoft Windows）
- 武裝行動系列
  - 2006年：武装突袭
    - 資料片：武裝行動：女王的開場白（英语：ARMA: Queen's Gambit）

  - 2009年：武装突袭2，Android版名《ARMA 2: Firing Range》
    - 資料片：武裝行動2：特戰尖兵、ARMA 2: British Armed Forces、ARMA 2: Private Military Company、Arma 2: Army of the Czech Republic

  - 2013年：武裝行動3[5]、ARMA Tactics
  - 2022年：武裝行動:Reforger （页面存档备份，存于）
- 2011年：驾乘直升机（英语：Take On Helicopters）
- 2012年：航母指挥官：盖亚行动（英语：Carrier Command: Gaea Mission）

### 開發中遊戲
- DayZ（英语：DayZ (video game)）
- 火星探索（英语：Take On Mars）
- arma4

## 波希米亞互動模擬
2001年，波希米亞互動聯同David Lagettie（閃擊點行動系列和武裝行動系列的開發參與者）成立了波希米亞互動澳大利亞（Bohemia Interactive Australia，簡稱BIA）。BIA成立的目的是要開發一款軍事訓練模擬程式——《虚拟战场系统》（VBS1）。該系統主要供各國的軍方作軍事訓練之用，包括美國、英國、澳洲、加拿大以及紐西蘭。期後波希米亞互動組成一分部門——波希米亞互動模擬（Bohemia Interactive Simulations）繼續進行該系統的開發工作。

### 模擬程式系列
截至2011年為止，波希米亞互動模擬共推出了兩款供國家軍方訓練之用的軍事模擬系統程式。包括：
- 虚拟战场系统

《虚拟战场系统》（Virtual Battle Space，簡稱 VBS或VBS1）是波希米亞互動為國家軍事訓練及教導指揮而開發的一款戰術訓練使用的3D軟件，作為一款國家軍用戰術訓練軟件，只供給國家軍事組織使用，而不是作民用娛樂。該作於2001年12月開始開發，經與美国海军陆战队合作的的深度測試和實地使用後，系統於2002年正式公開發售予各國政府及軍方。2004年5月21日，系統作有限度的公開發行。
- 虛擬戰場系統2

《虛擬戰場系統2》（Virtual Battle Space 2，簡稱 VBS2）虛擬戰場系統系列的續作，應續作同樣也是為國家軍事訓練及教導指揮而開發的一款戰術訓練使用3D軟件。此作於2007年4月17日正式推出。

## 外部連結
- （英文） 波希米亞互動工作室官方網頁 （页面存档备份，存于）
- （英文） 波希米亞互動模擬官方網頁
- （英文） 波希米亞互動澳大利亞在Simulation Australia上的頁面